# Tina Turner
Tina Turner, pseudonimo di Anna Mae Bullock (Brownsville, 26 novembre 1939 – Küsnacht, 24 maggio 2023), è stata una cantante statunitense naturalizzata svizzera, tra le più celebri e acclamate interpreti femminili della musica rock.
Con una carriera lunga più di mezzo secolo, che va dagli anni sessanta agli anni duemila, è stata definita Queen of Rock ’n roll (la "regina del rock 'n roll". Nel 1991 è stata inserita assieme all'ex marito Ike Turner nella Rock and Roll Hall of Fame, e nel 1967 fu la prima artista afrostatunitense e la prima donna ad apparire sulla copertina della rivista Rolling Stone. Nel 1986 ricevette una stella sulla Hollywood Walk of Fame.
Conseguì il primo successo commerciale tra gli anni sessanta e settanta assieme al marito Ike Turner formando il duo Ike & Tina Turner, con il quale incise singoli di fama internazionale come It's Gonna Work Out Fine, River Deep - Mountain High, Nutbush City Limits e, in particolare, la celebre cover di Proud Mary dei Creedence Clearwater Revival. 
I due divorziarono nel 1976, al termine di un rapporto sentimentale molto travagliato, a cui seguì un periodo di oblìo commerciale per Tina. 
Tuttavia, durante i primi anni ottanta lei ritornò alla ribalta divenendo una delle star internazionali di maggior successo con l'album Private Dancer del 1984, certificato Disco di Platino in vari Paesi, con oltre dodici milioni di copie vendute e la hit What's Love Got to Do with It che divenne il suo unico primo posto nella U.S. Billboard Hot 100. Tale popolarità riacquisita continuò con singoli da Top 10 come Better Be Good to Me, Private Dancer, We Don't Need Another Hero, Typical Male, la cover di The Best di Bonnie Tyler e I Don't Wanna Fight. 
Nel 1999 pubblicò il suo ultimo album Twenty Four Seven mentre al termine del Tina!: 50th Anniversary Tour nel 2009 si ritirò dalle scene pubbliche.
Tina Turner nel corso della sua carriera ha ricevuto dodici Grammy Awards, di cui otto competitivi e quattro onorari, oltre a tre Grammy Hall of Fame e un Grammy Lifetime Achievement Award. Nel dicembre del 2005 fu insignita del Kennedy Center Honors per le sue performance artistiche, entrando a far parte di una ristretta cerchia di artisti comprendente anche Aretha Franklin, Ray Charles, Little Richard e Chuck Berry. Nel 2004 la rivista Rolling Stone l'ha inserita al 17º posto nella classifica dei migliori cantanti di sempre e al 63º posto nella classifica dei migliori artisti. Con oltre 100 milioni di copie vendute in tutto il mondo, la Turner è stata una delle artiste di maggior successo nella storia della rock music.
Nel 1993 è stato realizzato Tina - What's Love Got to Do with It, un film biografico sulla sua vita, adattato dalla sua omonima autobiografia. Tina Turner ha raccolto consensi anche come attrice, recitando nei film Tommy (1975), Mad Max oltre la sfera del tuono (1985) e Last Action Hero - L'ultimo grande eroe (1993).

## Biografia

### L’infanzia
Ann Mae Bullock nacque a Brownsville, nello stato del Tennessee, da Floyd Richard Bullock e Zelma Priscilla Currie, entrambi mezzadri presso una fattoria del luogo. 
Ultima di quattro figlie, la piccola Ann crebbe nel villaggio di Nutbush frequentando la Flagg Grove Elementary School e fu caratterizzata fin dai primi anni da un comportamento assai vivace e iperattivo. All'età di dieci anni la piccola Ann cantava già nel coro della Nutbush's Spring Hill Baptist Church, dove il padre Richard era pastore, tuttavia Ann Mae soffrì sin dalla tenera età per il rapporto distaccato e conflittuale con la madre, che nel 1956 lasciò la famiglia. Per sopperire alle carenze di questo periodo, nel tempo libero dopo la scuola, la giovane Ann lavorò anche come raccoglitrice nei campi di cotone.
Dopo la successiva separazione dei genitori, Ann Mae andò a vivere con le sorelle più vecchie Ruby ed Evelyn presso i nonni paterni a Knoxville, dove il nonno Alex Bullock era pastore alla Woodlawn Missionary Baptist Church. 
Alla morte dei nonni, Ann si trasferì a vivere dalla nonna materna a Saint Louis, raggiungendo sua sorella Alline.

### La nuova vita a Saint Louis
Nel 1956 la giovane Ann Mae si esibì quasi per caso durante l’intervallo di uno spettacolo dei Kings of Rhythm al Club Manhattan di Saint Louis, cantando il brano di B.B. King You Know I Love You. La sua estemporanea esibizione suscitò l'apprezzamento di Ike Turner, ovvero il leader dei Kings of Rhythm, gruppo che si esibiva nei vari locali della zona che Ann frequentava insieme alla sorella Alline.
La giovane Ann terminò gli studi diplomandosi alla Sumner High School nel 1957, dopodiché lavorò come domestica presso una famiglia agiata di Ripley e in seguito come infermiera presso il Barnes-Jewish Hospital di Saint Louis, tuttavia ciò non le impedì di frequentare assiduamente le esibizioni dei Kings of Rhythm nel tempo libero e portò Ann Mae a legarsi sentimentalmente a Raymond Hill, il sassofonista del gruppo. Da lui Ann ebbe il figlio Craig, nato nel 1959, senza tuttavia che il padre Raymond lo riconoscesse, per poi allontanarsi da lei definitivamente qualche mese più tardi.

### Il sodalizio professionale con Ike Turner e il loro burrascoso matrimonio
L'anno seguente Ann Mae fu ingaggiata nel gruppo dei Kings of Rhythm per una serie di esibizioni locali con lo pseudonimo Little Ann e in seguito registrarono il brano Boxtop, che segnò il suo primo debutto discografico come cantante. 
Con l’avvento di Ann Mae come nuova vocalist, i Kings of Rhythm subirono un'evoluzione che piacque al pubblico, pertanto Ike le suggerì il nuovo nome d’arte Tina e decise di cambiare il nome del gruppo in Ike & Tina Turner Revue; inoltre egli assunse nuove coriste femminili, The Ikettes, che affiancarono Tina nelle esibizioni, studiando coreografie sempre nuove e coinvolgenti.
Nel 1960 pubblicarono A Fool in Love, ovvero il primo brano in cui fu utilizzato lo pseudonimo Tina Turner, che ottenne subito un notevole successo giungendo ai primi posti nelle classifiche internazionali. 
Il primo singolo accreditato a Tina come artista solista, Too Many Ties That Bind fu invece pubblicato dall'etichetta Sonja Records nel 1964.

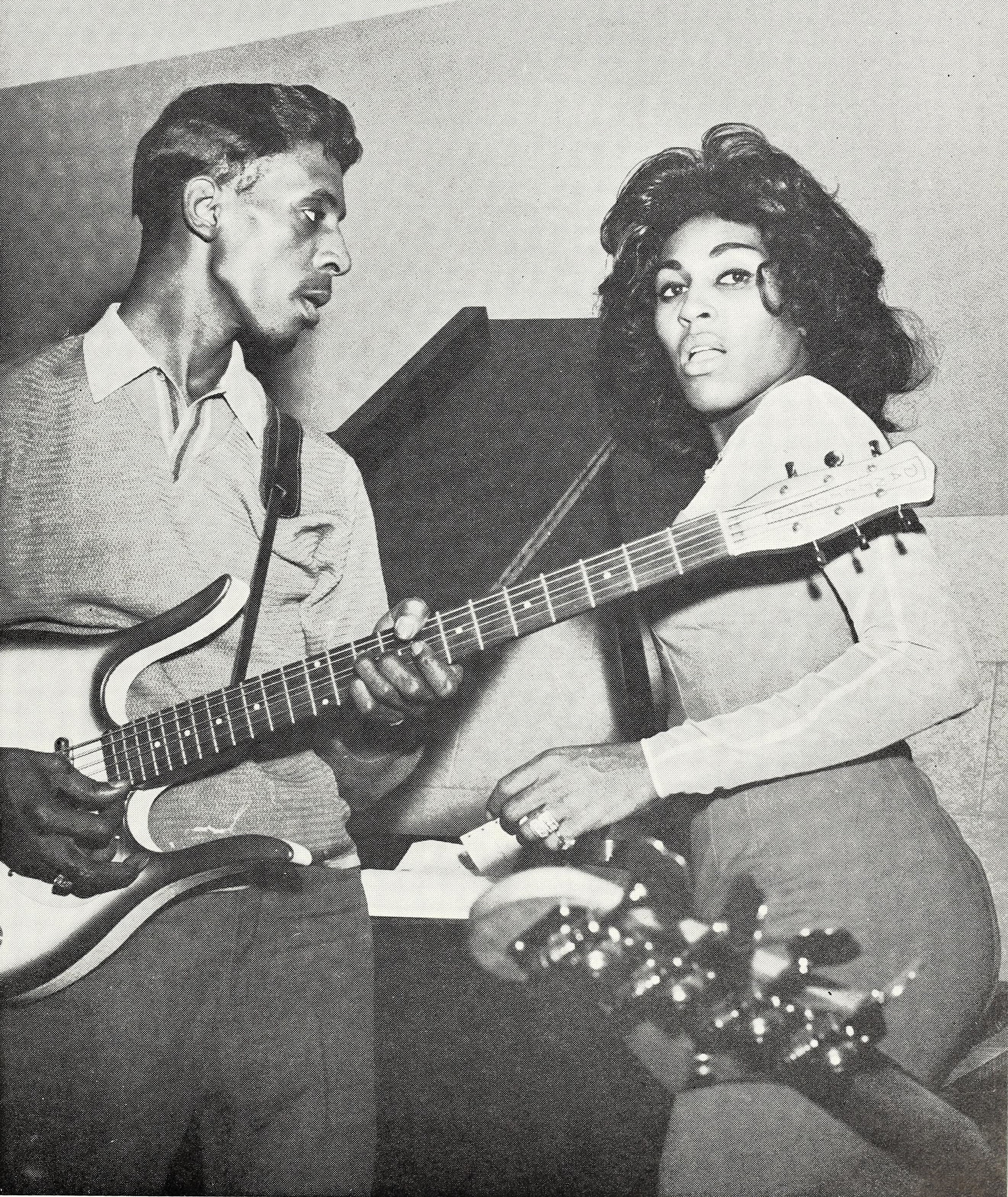
Ike e Tina Turner nel 1962

Alla fine del 1960 Ike e Tina convolarono a nozze. 
Siccome lui era già stato sposato due volte in precedenza l’evento fu prevalentemente formale e venne celebrato con rito civile in Messico, a Tijuana, città particolarmente nota per il turismo sessuale e i locali a luci rosse che lo stesso Ike frequentò appena dopo la conclusione della breve cerimonia presso l’ufficio di Stato Civile.
Ike e Tina si trasferirono a vivere in una villa a Los Angeles, nonostante trascorressero la maggior parte dei mesi dell’anno in tournée, affidando i propri quattro figli a delle bambinaie o alla sorella Alline. 
Tra gli anni sessanta e settanta il duo ottenne svariati successi tra cui Proud Mary, cover dei Creedence Clearwater Revival, che raggiunse il quarto posto nelle classifiche e diventò uno dei capisaldi del repertorio di Ike e Tina, assieme ad altri classici come River Deep - Mountain High e Nutbush City Limits scritta dalla stessa Tina. Nel 1961 il fittissimo calendario di concerti prevedeva esibizioni in tutte le maggiori città americane, tra cui New York, dove l'Ike & Tina Turner Revue si esibì al celebre Apollo Theatre di Harlem. La permanenza a New York in quel periodo consentì a Tina di conoscere anche affermati artisti afroamericani di grande fama come Sam Cooke, Ray Charles e Aretha Franklin. Ma il crescente successo dell'Ike & Tina Turner Revue valicò anche l’oceano, con una tournée in Europa e una tappa a Londra, dove il duo aprì i concerti dei Rolling Stones.

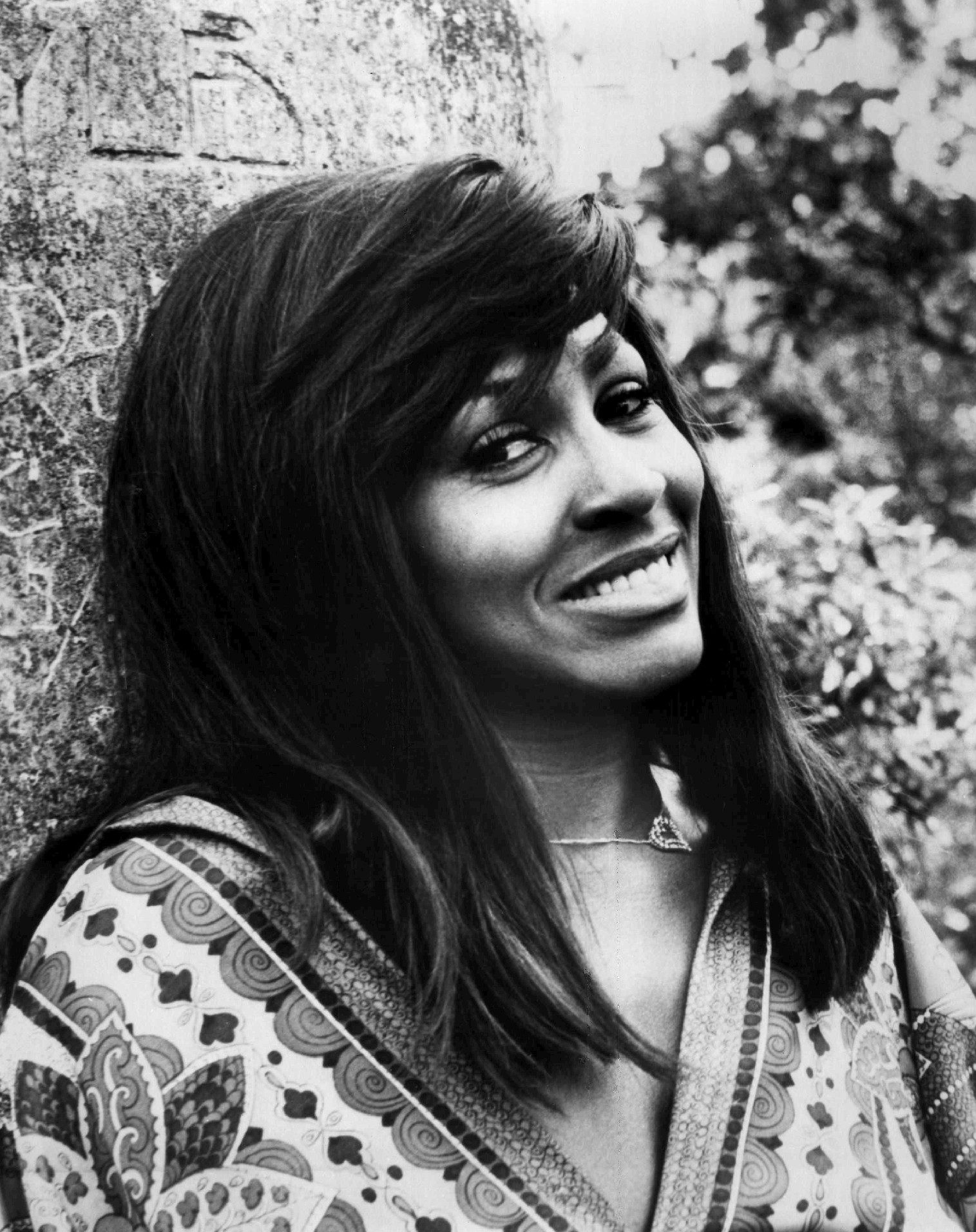
Tina Turner nei primi anni settanta

Se il successo commerciale era crescente, la relazione con Ike fu però minata dal comportamento violento di lui a cui lei tentò di reagire escogitando invano la fuga più volte e anche tentando il suicidio ingerendo sonniferi. 
La situazione personale si stabilizzò momentaneamente dopo la nascita del loro unico figlio Ronnie, durante la cui gravidanza Tina comunque si esibì nei tanti concerti in giro per gli Stati Uniti. Tuttavia i ripetuti tradimenti e le violenze da parte di Ike ripresero e furono sempre più esasperate da percosse, violenze fisiche e verbali, controllo economico a cui si aggiunse anche la sua grave dipendenza da cocaina e superalcolici, situazione che compromise definitivamente il loro rapporto coniugale e professionale.

### La fuga da Ike e il divorzio
Fu proprio a seguito di uno di questi ennesimi e violenti litigi che, al culmine dell'esasperazione, Tina trovò il coraggio di fuggire dall'albergo di Dallas in cui la coppia alloggiava durante la prima tappa di un loro nuovo tour. La notte del 7 luglio del 1975, dopo che l’ira di Ike si era chetata e lui era piombato in un sonno dovuto ai postumi di alcol e droga, Tina si ricompose, si coprì gli occhi tumefatti con un paio di occhiali scuri e fuggì, rifugiandosi presso il vicino hotel Ramada Inn, dove implorò che le concedessero una camera a credito per quella notte, nonostante avesse con sé soltanto pochi spiccioli.
Con quel gesto Tina mise coraggiosamente fine al funesto matrimonio con Ike Turner, dopo quasi sedici anni di turbolenta convivenza.
L’ira di Ike non tardò certo a manifestarsi con minacce e richieste di danni per le penali dei numerosi concerti annullati. Questo fu probabilmente uno dei momenti più duri e difficili per Tina, che trovò ospitalità presso casa di amici, adoperandosi per contribuire al bilancio familiare con lavori saltuari, piccoli concerti e anche due piccole parti da attrice in Taking Off di Miloš Forman e in Tommy, versione cinematografica del celebre musical degli Who diretto da Ken Russell, dove lei impersonò l'iconico ruolo dell'Acid Queen, una prostituta tossicodipendente, ottenendo un buon successo di critica.

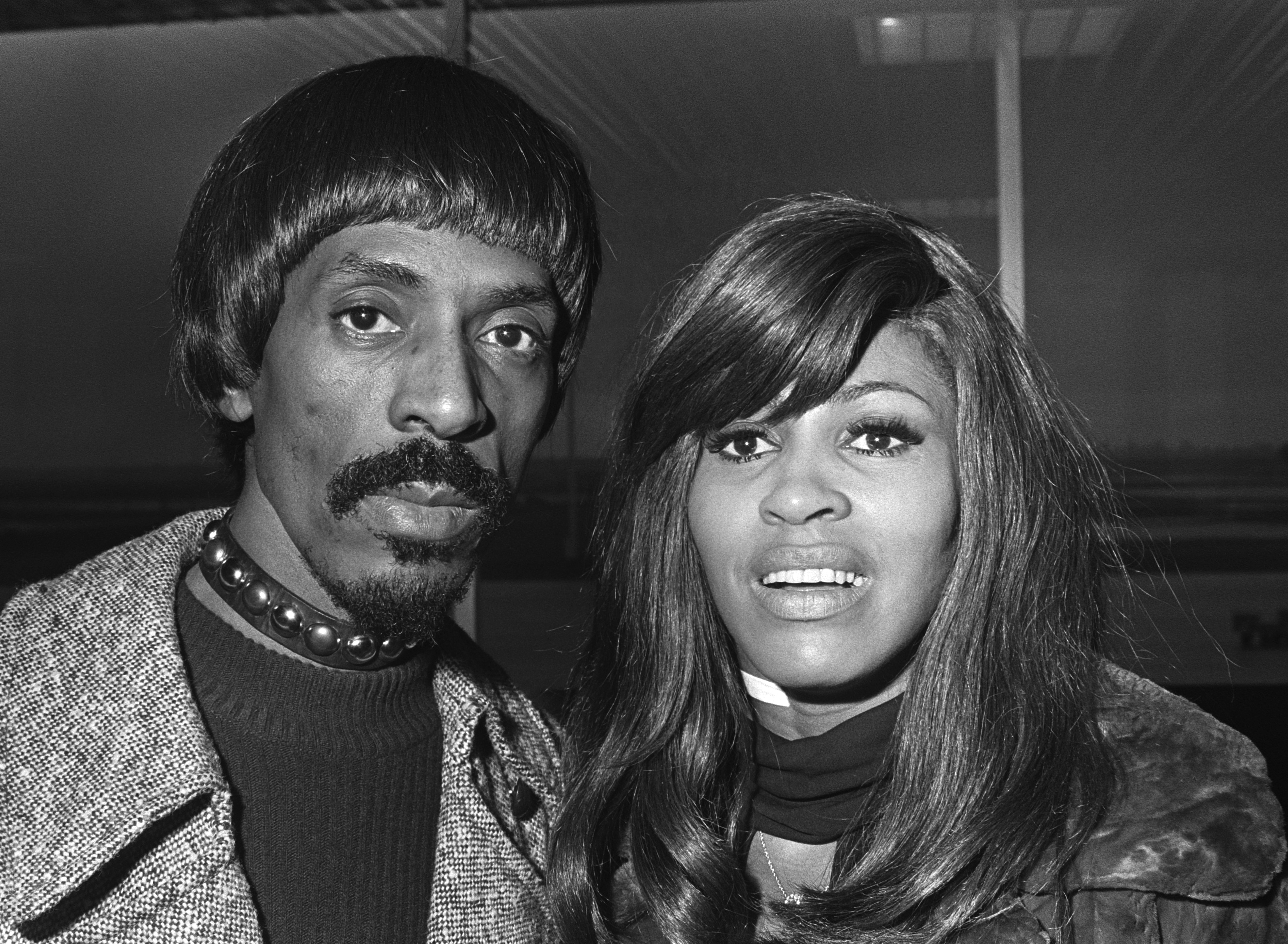
Ike & Tina Turner nel 1971

Nel 1976, nonostante la sua precaria condizione economica, le continue richieste di risarcimento di Ike e i debiti accumulati nei suoi confronti, Tina chiese istanza di divorzio, che fu finalizzato il 29 marzo 1978. Alla sentenza conclusiva il giudice chiese a Tina quali fossero le sue richieste, soprattutto sotto il profilo economico. 
Da subito Tina rispose che aveva lasciato a casa di Ike dei suoi gioielli ma lui negò rabbiosamente, lei allora fece presente che il successo lo avevano ottenuto insieme, ma dopo ulteriori invettive da parte sua lei rinunciò a ogni rivalsa, nonché alla sua parte di proventi dei diritti d'autore e rispose al giudice che avrebbe desiderato soltanto mantenere il nome d’arte Tina Turner, che Ike aveva registrato. 
La richiesta venne accolta dal giudice, che stabilì che lo pseudonimo fosse attribuito alla sua persona e le assegnò anche la proprietà di due vetture Jaguar, poiché Tina le aveva ricevute in dono da Ike e dal suo produttore Sammy Davis.

### L'inizio di una nuova vita e la carriera da solista
Dopo un iniziale periodo di oblìo commerciale, tra il 1975 e il 1979 Tina pubblicò quattro album da solista per la United Artists: Tina Turns the Country On! (1974), Acid Queen (1975), Rough (1978) e Love Explosion (1979), che non riscossero però alcun successo, non riuscendo a entrare in alcuna classifica musicale. 
Nonostante ciò, la Turner intensificò la sua attività dal vivo, seppure in piccoli locali di cabaret di Las Vegas e in seguito in tutti gli Stati Uniti d'America, finanziata dal produttore della United Artists Michael Stewart, grazie anche alle numerose apparizioni televisive che mantenevano alta la sua popolarità. 
Nel 1977 Tina Turner tenne la sua prima tournée da solista in Australia, esperienza ripetuta nel 1979, col suo secondo tour Wild Lady of Rock 'n' Roll. 
Nello stesso anno Tina si trasferì a lavorare anche in Italia, come ospite fissa del varietà del sabato sera di Rai 1 Luna Park, condotto da Pippo Baudo e, nello stesso anno, fu anche ospite al Festival di Sanremo.

### La rinascita e il grande successo internazionale
Tuttavia la sua vera rinascita artistica avvenne grazie all'incontro con Roger Davies, già manager di Olivia Newton-John. Egli decise di gestire la carriera della Turner a partire dal febbraio del 1980, intensificando la sua attività dal vivo sia negli Stati Uniti d'America ma anche in Europa, dove Tina Turner aprì i concerti dei Rolling Stones, che lei aveva già conosciuto in precedenza nel tour europeo con Ike, e di Rod Stewart, che la volle accanto a sé anche durante una partecipazione al Saturday Night Live. 
In seguito Tina si esibì inoltre con Chuck Berry e nel 1982 incise una cover di Ball of Confusion dei The Temptations, che divenne un successo nelle discoteche europee. Il videoclip di questo brano fu tra i primi per un'artista donna afrostatunitense a essere programmato su MTV.
In questo periodo, grazie anche all’intraprendenza di Roger Davies e al produttore John S. Carter, Tina riuscì a vincere l'opposizione della Capitol Records a ingaggiarla, ma fu fondamentale anche la proverbiale insistenza di David Bowie, suo amico ed estimatore da lungo tempo, affinché Tina ottenesse un contratto discografico per la produzione di tre album. 
Nel 1983 pubblicò una cover del brano di Al Green Let's Stay Together che riscosse un grande successo soprattutto nel Regno Unito e la riportò in classifica negli Stati Uniti.
Il primo, grande successo planetario che rilanciò definitivamente Tina Turner fu nel 1984 con l'album Private Dancer, un successo da oltre dodici milioni di copie vendute in tutto il mondo che la annoverò tra le star internazionali. Dall'album furono estratti numerosi singoli di grande successo, tra cui What's Love Got to Do with It, che toccò la vetta dei singoli più venduti della Billboard Hot 100 negli Stati Uniti, rimanendovi per tre settimane. Il brano è a tutt'oggi l'unico singolo di Tina Turner a essere giunto alla prima posizione negli Stati Uniti, vincendo ben tre Grammy Awards. Sette dei dieci brani dell'album sono stati estratti come singoli: oltre al già citato What's Love Got to Do with It, Let's Stay Together, che raggiunse il sesto posto nel Regno Unito e il ventiseiesimo negli Stati Uniti, Help!, cover dei Beatles, Better Be Good to Me che toccò il quinto posto, Private Dancer, che raggiunse il settimo posto, I Can't Stand the Rain e Show Some Respect. 

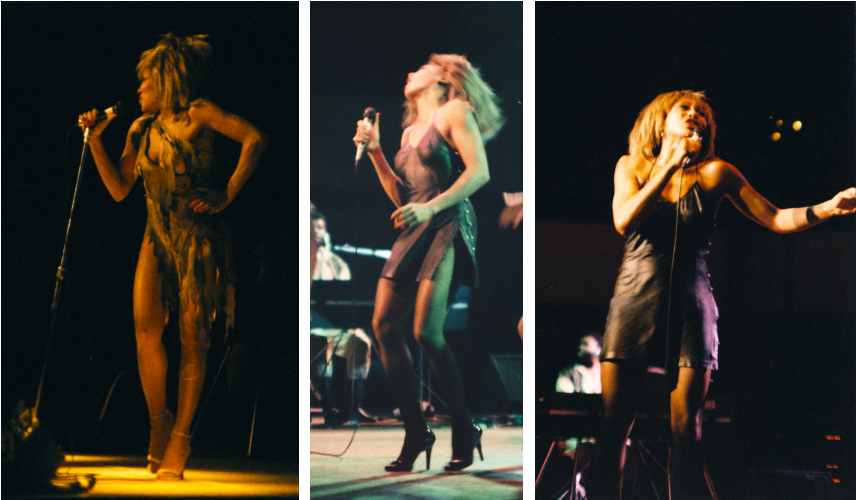
Tina Turner in tre immagini durante il Private Dancer Tour

L'album Private Dancer, pubblicato il 29 maggio 1984, divenne un successo commerciale immediato e conseguì cinque dischi di platino, per i cinque milioni di copie vendute nei soli Stati Uniti, vendendo al ritmo di circa duecentocinquanta mila copie alla settimana nei primi due mesi di pubblicazione. In tutto il mondo l'album vendette oltre dodici milioni di copie, divenendo il disco più venduto della sua intera carriera, tanto che nel 1997 la EMI pubblicò un'edizione dell'album rimasterizzata digitalmente su CD, includendo quattro tracce demo aggiuntive, registrate tra la fine del 1983 e l'inizio del 1984 con il produttore John S. Carter. Private Dancer è anche l'unico album in studio di Tina Turner a essere stato ristampato in versione digitale rimasterizzata e nel 2015 è stata pubblicata un'edizione speciale per il trentesimo anniversario su etichetta Warner Music Group.

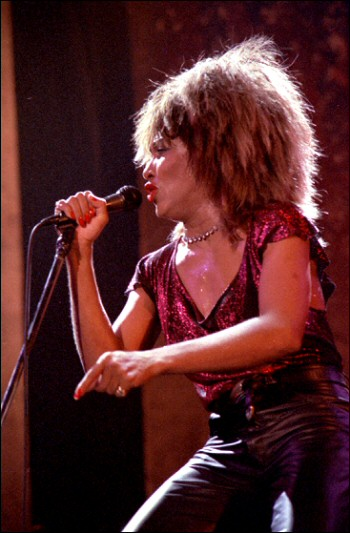
Tina Turner in concerto nel 1985

A supporto di tale album vi fu il Private Dancer Tour, composto da 177 date, comprese tra l’8 febbraio e il 28 dicembre 1985. Il tour si compose di 60 spettacoli in Europa, 105 in Nord America, 10 in Australia e 2 in Giappone; oltre alle canzoni dell'album, Tina Turner eseguì anche i suoi successi del periodo in coppia con Ike Turner, come River Deep - Mountain High, Nutbush City Limits e Proud Mary.
Nel 1985 Tina Turner partecipò anche all’iniziativa USA for Africa, il supergruppo capitanato da Michael Jackson e comprendente quarantacinque celebrità della musica pop tra cui Lionel Richie, Stevie Wonder, Cindy Lauper e Bruce Springsteen, cantando We Are the World prodotta da Quincy Jones e pubblicata a scopo benefico e i cui proventi furono devoluti alla popolazione dell'Etiopia, afflitta in quel periodo da una disastrosa carestia. Nel medesimo periodo Tina fece parte del cast di Mad Max oltre la sfera del tuono (con Mel Gibson), per il quale Tina Turner cantò la il tema del film We Don't Need Another Hero e One of the Living che lo apre. We Don't Need Another Hero raggiunse il primo posto nelle classifiche di Germania, Austria, Svizzera, Polonia, Canada e Spagna, mentre in Italia raggiunse il secondo posto.
Il suo successo discografico proseguì nel 1986 con il nuovo album Break Every Rule dal quale furono estratti ben otto singoli a livello internazionale tra cui la hit Typical Male che raggiunse la seconda posizione dei singoli più venduti negli Stati Uniti. L'album vide la partecipazione di prestigiose collaborazioni tra le quali quelle di Bryan Adams, David Bowie, Mark Knopfler, Phil Collins, Eric Clapton e Steve Winwood. Anche in questo caso si trattò di un grande successo, a tutt'oggi infatti l'album ha venduto oltre cinque milioni di copie in tutto il mondo e ha raggiunto il quarto posto nella Billboard 200, il secondo nella classifica degli album più venduti del Regno Unito e il primo in Svizzera e Germania. L'album è stato certificato disco di platino dalla RIAA per un milione di copie vendute negli Stati Uniti ed è stato anche certificato platino in alcuni paesi europei tra cui Germania e Regno Unito..
La Turner intraprese un lungo tour mondiale per promuovere l'album, il Break Every Rule World Tour, che viene ricordato anche per una data record a Rio de Janeiro in cui si esibì di fronte a centottantamila persone, entrando nel Guinness dei primati.

### Il nuovo amore della sua vita
Dopo la tempestosa relazione matrimoniale con Ike Turner durata quasi diciannove anni, Tina nel 1985 conobbe Erwin Bach, un dirigente tedesco della EMI, etichetta discografica europea che pubblicava alcuni suoi album. Tina lo incontrò quando si recò in Europa per il fortunato tour dell’album Private Dancer e da allora non smisero di frequentarsi. 
Dopo una breve frequentazione, Tina si stabilì dapprima a Marienburg, sobborgo di Colonia, città nativa di Erwin. La loro convivenza proseguì, anche se in seguito Tina si trasferì a Londra, acquistando una casa nel quartiere di Kensington ma anche una grande villa in Costa Azzurra, sulle colline di Villefranche.

### Dagli anni Novanta agli anni Duemila
Il 1989 fu l'anno di Foreign Affair album che contiene il singolo The Best, in assoluto il suo brano più celebre e iconico, cover di Bonnie Tyler. Sebbene l'album non abbia avuto un grande successo negli Stati Uniti, non riuscendo a superare la trentunesima posizione nella Billboard 200, fu un grande successo in Europa e vendette oltre sei milioni di copie in tutto il mondo. Fu il primo lavoro della sua carriera a raggiungere la vetta nella classifica degli album più venduti del Regno Unito, dove superò il milione e mezzo di copie vendute. L'album ha anche raggiunto la numero uno in numerosi paesi, tra cui Germania e Svezia e ha stazionato al primo posto della classifica europea per quattro settimane. In Europa, sei dei brani dell'album sono diventati singoli di successo; The Best (US # 15, UK # 4), Steamy Windows (UK # 13), I Don't Wanna Lose You (UK # 8), Foreign Affair (Germania # 35), Look Me in the Heart (US AC # 4 & UK # 31) e Be Tender with Me Baby (UK # 28).
A supporto dell'album la Turner si imbarcò nel Foreign Affair: The Farewell Tour, il primo per lei a svolgersi negli stadi. Il tour si svolse esclusivamente in Europa, senza toccare gli Stati Uniti, come ringraziamento i suoi fan per aver supportato la sua carriera e quel disco in particolare. Nel complesso, il tour attirò quasi quattro milioni di spettatori, battendo il record per un tour europeo, precedentemente stabilito dai Rolling Stones.
Nello stesso periodo venne pubblicata la sua prima raccolta ufficiale, Simply the Best. Nel Regno Unito l'album divenne il pù venduto della Turner, nonché uno dei più venduti di sempre nel Paese, venendo certificato otto volte platino per i due milioni e mezzo di copie vendute, permanendo nelle classifiche inglesi per oltre centoquaranta settimane. L'album ha venduto globalmente oltre sette milioni di copie. La compilation è stata pubblicata con una diversa tracklist negli Stati Uniti con i brani What You Get Is What You See e Look Me in the Heart, al posto di Addicted to Love (Live) e Be Tender with Me Baby. In Australia, è stata pubblicata un'edizione limitata dell'album con un disco bonus di cinque tracce, che include una versione di The Best reincisa in duetto con Jimmy Barnes, ribattezzata (Simply) The Best, pubblicata come singolo benefico solo per il mercato australiano, più I'm a Lady, un quarto inedito apparso precedentemente come B-side del singolo Love Thing.
Nel 1993 Tina Turner firmò un nuovo contratto discografico con la EMI, in concomitanza dell'uscita al cinema del suo film biografico prodotto dalla Touchstone Pictures, diretto da Brian Gibson, con Angela Bassett e Laurence Fishburne, candidati entrambi al Premio Oscar. Del film fu pubblicata la relativa colonna sonora What's Love Got to Do with It che, insieme all'altra hit di successo I Don't Wanna Fight, raggiunse la prima posizione in Canada, dove rimase per cinque settimane, la settima nel Regno Unito e la nona nella Billboard Hot 100, riuscendo ad entrare anche nella top ten di diversi paesi europei. Celebre fu inoltre l'esibizione della Turner la sera del 7 novembre 1993 ad Adelaide, Australia, dove promosse la stessa colonna sonora e nell'occasione dedicò la sua hit Simply the Best ad Ayrton Senna,  vincitore in giornata del Gran Premio d'Australia e giunto sul palco per salutare la cantante. I Don't Wanna Fight è stato l'ultimo singolo nella top ten statunitense per Tina Turner.
Nel 1995 Tina incise GoldenEye per la colonna sonora del film di James Bond GoldenEye. La canzone fu scritta specificatamente per la Turner da Bono e The Edge degli U2 e prodotto e mixato dal produttore/compositore Nellee Hooper e divenne uno dei singoli di maggior successo di Tina Turner, raggiungendo la posizione numero 10 della classifica inglese ed entrando in top 5 di quasi tutte le classifiche d'europa.
Nel 1996 pubblicò l'album Wildest Dreams, anticipato dal singolo Whatever You Want. L'album contiene tra le altre, la canzone Confidential, scritta e coprodotta dal gruppo britannico Pet Shop Boys. Il cantante e paroliere della band, Neil Tennant, è presente anche nei cori del brano. L'album presenta due cover: Unfinished Sympathy dei Massive Attack e Missing You di John Waite. Il brano All Kinds of People è stato scritto da Sheryl Crow. In Your Wildest Dreams è stato reinciso in duetto con Barry White e pubblicato come singolo, raggiungendo il numero 32 nella UK Singles Chart. Il duetto è incluso solo nella versione americana dell'album, che ha una diversa tracklist rispetto alla versione europea, e presenta una copertina alternativa. L'album contiene anche una collaborazione con Sting nella traccia On Silent Wings che ha raggiunto il tredicesimo posto dei singoli più venduti nel Regno Unito.
Nel 1998 Tina duettò con Eros Ramazzotti in una versione del brano Cose della vita, mentre nel 1999 pubblicò Twenty Four Seven, che è stato anche il suo ultimo album di inediti. L'album è stato prodotto da Mark Taylor e Brian Rawling, artefici del grande successo dell'album di Cher Believe, e da Johnny Douglas, già produttore per Kylie Minogue, George Michael e All Saints. Bryan Adams è presente come ospite in due tracce: la title track e Without You. L'album è stato pubblicato in Europa nel novembre 1999 e ha venduto oltre un milione di copie. Ha raggiunto il nono posto nella classifica degli album più venduti del Regno Unito, dove è stato certificato platino. L'album è stato pubblicato nel febbraio 2000 negli Stati Uniti e in Canada, dove ha raggiunto il ventunesimo posto nella Billboard 200, vendendo sessantamila copie nella sua prima settimana di pubblicazione. È stato certificato platino in molti altri paesi. Dall'album furono estratti tre singoli: When the Heartache Is Over (US # 3 Dance Charts), (UK # 10), Whatever You Need (UK # 27) e Don't Leave Me This Way.
Nel 2000 l'album è stato pubblicato in edizione limitata con un disco bonus che includeva alcuni brani live della cerimonia di celebrazione del suo sessantesimo compleanno, svoltasi a Londra nel novembre 1999, nonché i video promozionali di When the Heartache Is Over e Whatever You Need.

### Gli ultimi anni e il ritiro dalle scene
Nel febbraio del 2000 apparve come guest star nella terza stagione della serie televisiva statunitense Ally McBeal, dove recitò nel ruolo di se stessa interpretando il singolo di lancio dell'album When the Heartache Is Over con il cast della serie.
Nel 2000, a supporto dell'album Tina partì per il Twenty Four Seven Tour, divenuto il tour di maggior successo della sua carriera, nonché quello con i maggiori incassi del 2000, con oltre 100 milioni di dollari di introiti e durante il quale annunciò la sua intenzione di ritirarsi presto dalle scene per dedicarsi alla sua vita privata.
Nel 2004 uscì il doppio cd All the Best contenente tre inediti (Open Arms, Complicated Disaster e Something Special) che raccoglie le sue migliori performance dall'inizio della carriera. La raccolta ha raggiunto il sesto posto nella classifica degli album più venduti del Regno Unito, con quasi 45 000 copie nella sua prima settimana di pubblicazione, e al secondo nella Billboard 200, vendendo 121 000 copie nella sua prima settimana e divenendo così il suo miglior debutto di sempre negli Stati Uniti, dove è stato certificato platino a tre mesi dalla sua pubblicazione. Nel marzo 2007, l'album è rientrato nelle classifiche britanniche raggiungendo la diciottesima posizione. Da allora è stato certificato platino in vari paesi..

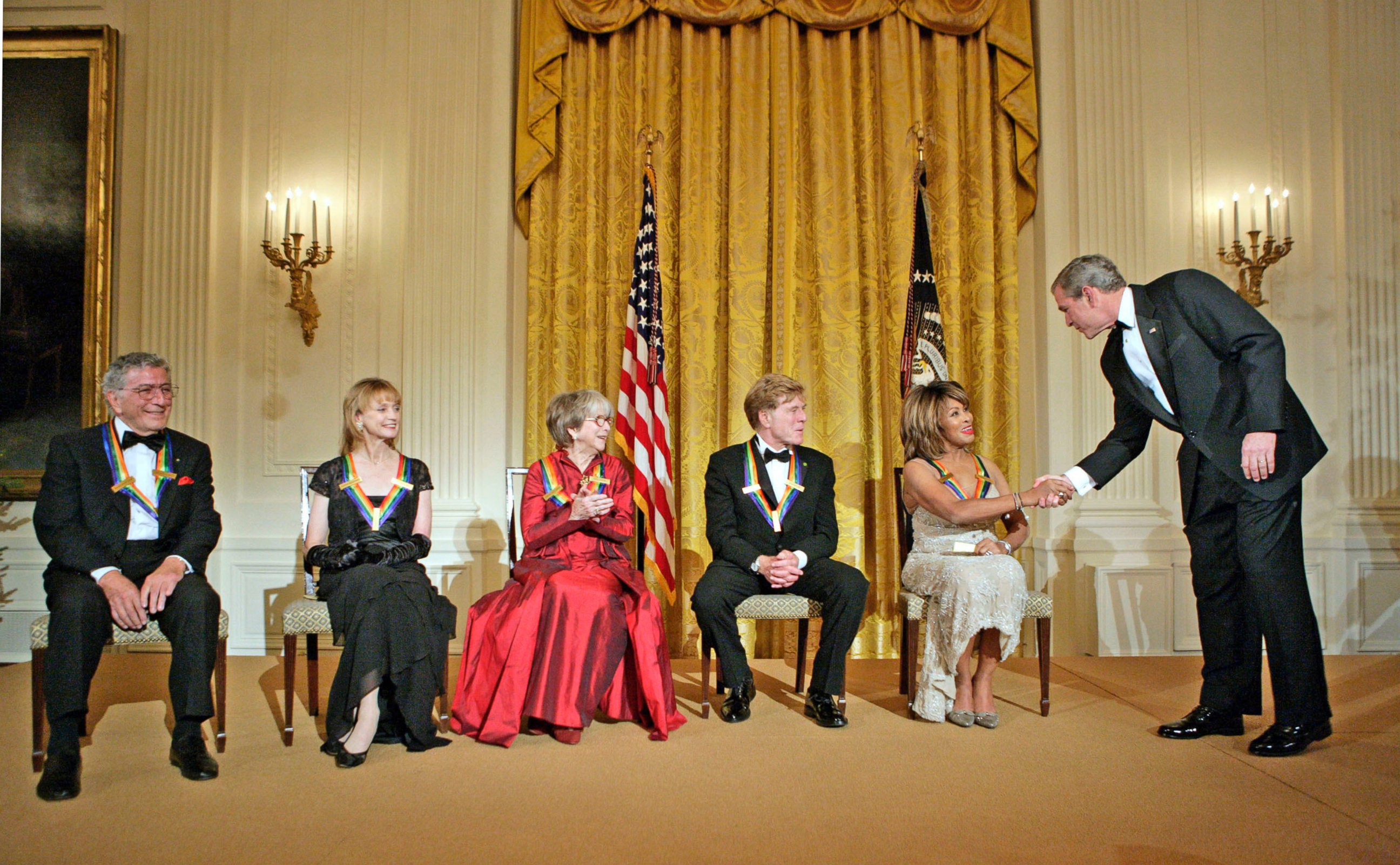
George W. Bush stringe la mano a Tina Turner in occasione dell'onorificenza datale dal Kennedy Center Honors nel 2005

Nel 2006 duettò con Elisa nella canzone Teach Me Again, singolo inserito nel film corale All the Invisible Children, che denunciava la situazione dei bambini lavoratori in varie parti del mondo. I proventi del brano furono destinati al sostegno di progetti dell'Unicef per combattere la malnutrizione infantile in Africa.
Nello stesso periodo uscì una nuova raccolta, Tina!, pubblicata dalla Capitol Records il 30 settembre 2008 in Nord America e il 17 ottobre 2008 in Germania. Successivamente uscì in tutta Europa in una versione di tre dischi in concomitanza della parte europea del Tina!: 50th Anniversary Tour con il titolo The Platinum Collection il 23 febbraio 2009. La raccolta contiene tutti i più grandi successi della cantante e alcuni brani dal vivo e due canzoni inedite: I'm Ready e It Would Be a Crime, uscite in versione alternativa in download digitale.

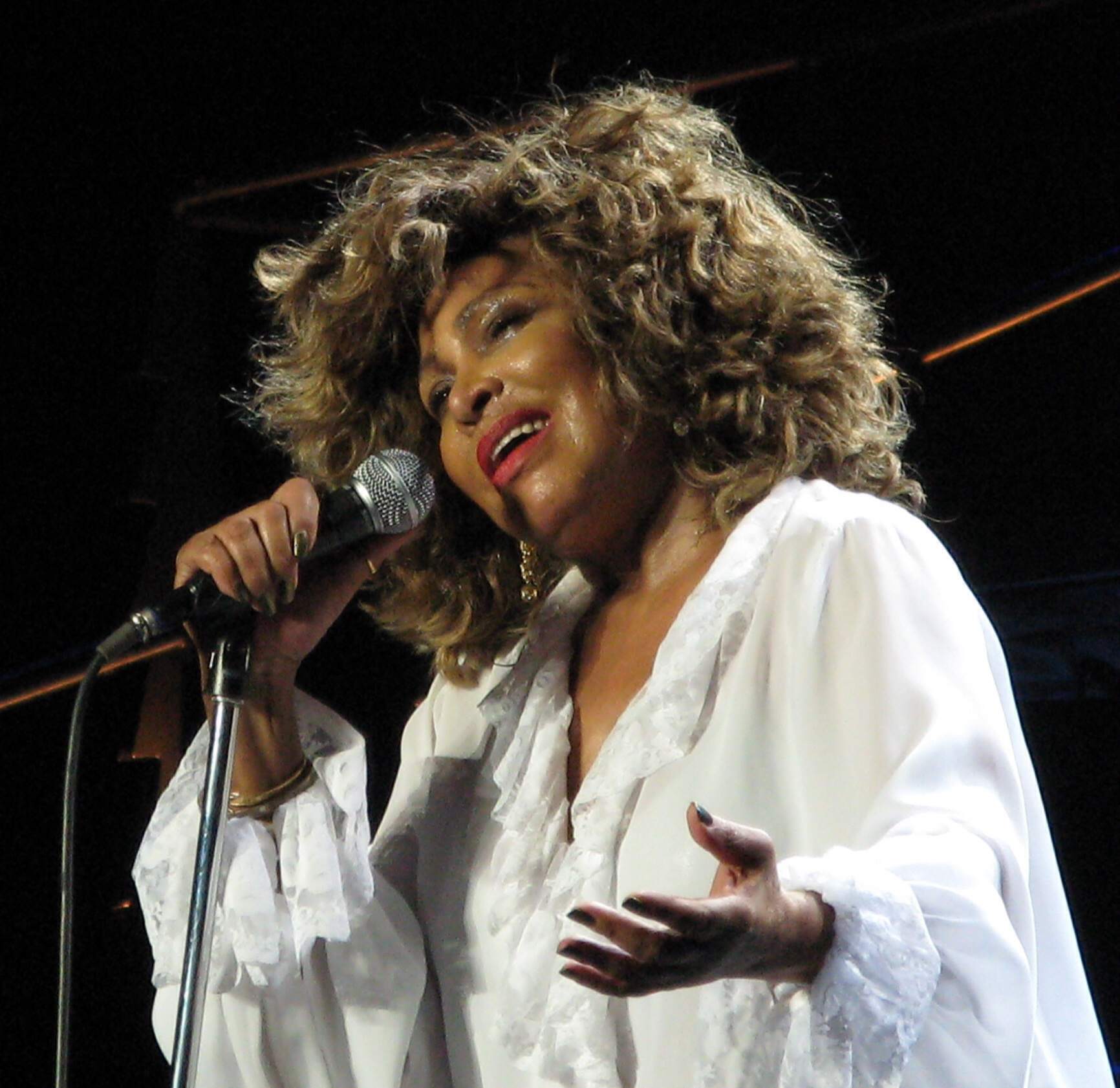
Tina Turner durante un concerto del Tina Turner 50th Anniversary Tour

Nel 2008, per festeggiare i cinquant'anni di carriera, Tina volle tornare a esibirsi dal vivo nel Tina!: 50th Anniversary Tour, da cui furono tratti un album e un DVD pubblicato nel 2009 dal titolo Tina Live. Il tour, terminato nel 2009, divenne uno dei più visti della storia e celebrò il suo definitivo addio alle scene.

### Il matrimonio con Erwin Bach e i nuovi progetti
L'unione tra Tina ed Erwin proseguì e si consolidò, nonostante l’impegnativa vita che aveva costretto Tina a girare per il mondo con i suoi lunghi tour. Dopo il loro trasferimento in Svizzera nel 1995, il loro legame si confermò sempre più profondo e culminò nel 2013, quando i due decisero di convolare a nozze, dopo quasi vent’anni di serena convivenza. 
Il loro matrimonio si svolse presso Château Algonquin, la loro sontuosa residenza di Küsnacht affacciata sul lago di Zurigo. Alla cerimonia parteciparono amici della coppia, alcuni figli di Tina, Bryan Adams e la sua amica Oprah Winfrey. Come previsto dalla legge elvetica, con il matrimonio Tina ricevette la cittadinanza svizzera e il 24 ottobre dello stesso anno rinunciò al passaporto statunitense e alla doppia cittadinanza, mantenendo solo quella elvetica. La notizia del suo matrimonio scatenò i rotocalchi, tanto che Tina Turner divenne la persona più anziana ad apparire sulla cover dell'edizione tedesca di Vogue all'età di 73 anni.
Nel 2014 fu pubblicata la raccolta Love Songs, mentre nel dicembre 2016 l'artista annunciò che stava lavorando a Tina, un musical basato sulla sua storia di vita, in collaborazione con Phyllida Lloyd e la casa di produzione Stage Entertainment. Lo spettacolo debuttò a Londra nell'aprile 2018 con Adrienne Warren nel ruolo principale e fu ripreso a Broadway nell'autunno del 2019.
Nell'ottobre 2018 fu pubblicata My Love Story, la sua seconda biografia ufficiale. Dopo l'uscita del remix di Kygo di What's Love Got to Do with It nel luglio 2020, la Turner divenne l'unica artista ad avere una hit nella top 40 in sette decenni consecutivi nel Regno Unito.
Nel 2021 Tina Turner maturò la decisione di vendere i diritti dell'intero catalogo della sua lunga produzione musicale alla BMG, per una somma di circa cinquanta milioni di dollari e annunciò che il suo terzo libro, Happiness Becomes You: A Guide to Changing Your Life for Good, ovvero una sorta di guida per superare le difficoltà per vivere con gioia. Il libro è stato scritto insieme all'autore statunitense Taro Gold e alla cantante svizzera Regula Curti, con la quale nel 2007 Tina fondò il gruppo spiritual Beyond, un progetto che combina canti buddisti e musica corale cristiana, raccolti in album pubblicati tra il 2009 e il 2017.
Tina Turner si è sempre definita battista buddista, alludendo all'educazione nella chiesa battista e alla successiva conversione al buddismo.. La Turner iniziò a praticare il buddismo di Nichiren nel 1973, dopo averlo scoperto tramite un'amica di Ike di nome Valerie Bishop. In un'intervista dell'agosto 2011 allo Shambhala Sun, Turner dichiarò di avere aderito agli insegnamenti e ai valori dell'associazione buddista Soka Gakkai International. 
Turner dichiarò in un'intervista dell'agosto 2018 a World Tribune che durante i periodi più difficili della sua vita praticava il buddismo quattro ore al giorno e che, sia pure in forma più ridotta, ne manteneva una pratica quotidiana.

### I problemi di salute e i drammi familiari
Poche settimane dopo il matrimonio la salute di Tina Turner prese a vacillare e andò incontro a problemi sempre più gravi. Un ictus la colpì nell’autunno del 2013 paralizzandole parte della faccia e impedendole di camminare. In seguito a questo grave episodio Tina scoprì di soffrire da tempo di una seria forma di ipertensione che, nel frattempo, stava compromettendo i reni. 
Dopo un periodo di riabilitazione in cui riprese a camminare, Tina dovette affrontare una disfunzione renale sempre più grave, che la costrinse a un lungo periodo di dialisi, in vista di un eventuale trapianto di rene.
Completato un primo ciclo di cure, Tina si sottopose a ulteriori accertamenti per una grave forma di vertigini ma, contemporaneamente, le venne diagnosticato un'iniziale forma di cancro all’intestino e, a tal punto, Tina valutò anche l'opzione del suicidio assistito iscrivendosi all'associazione Exit.

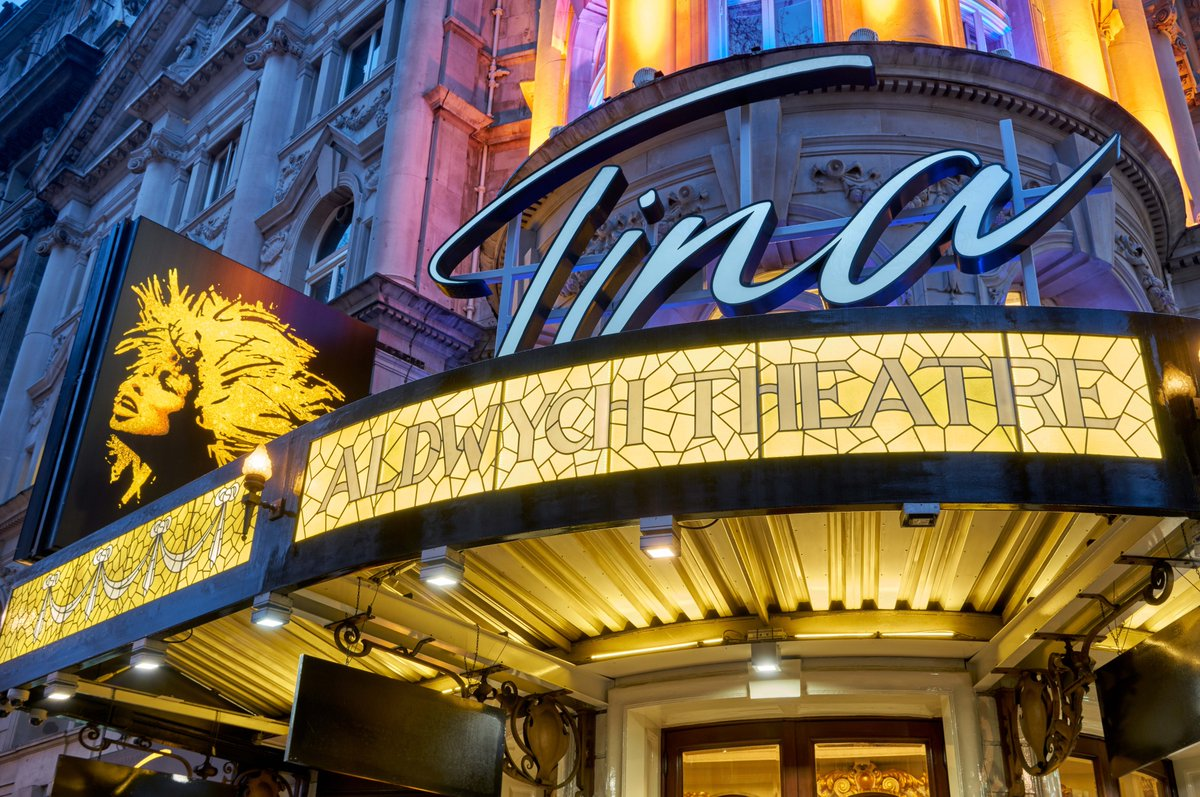
L'insegna del musical Tina in scena all'Aldwych Theatre nel 2017

Tuttavia, dopo essersi sottoposta alla chemioterapia preventiva, il cancro regredì senza ulteriori aggravamenti e Tina fu operata con successo per l’asportazione del carcinoma. Contemporaneamente Tina si preparò al trapianto di rene che suo marito Erwin aveva deciso di donarle, in un grande slancio di generosità. 
Il 7 luglio 2017 Tina Turner si sottopose al trapianto presso l'ospedale di Basilea e l'autunno seguente poté ristabilirsi e presenziare all’Aldwych Theatre di Londra per la presentazione di Tina, il musical basato sulla storia della sua vita.
Dal 2018 ulteriori drammi sconvolsero la vita di Tina, poiché il 4 luglio di quell'anno si suicidò a 59 anni Craig Raymond Turner, il primogenito della cantante, avuto a diciott’anni da Raymond Hill, sassofonista della band Kings of Rhythm, mentre il 9 dicembre 2022 morì di cancro il figlio sessantaduenne Ronnie.

### La morte

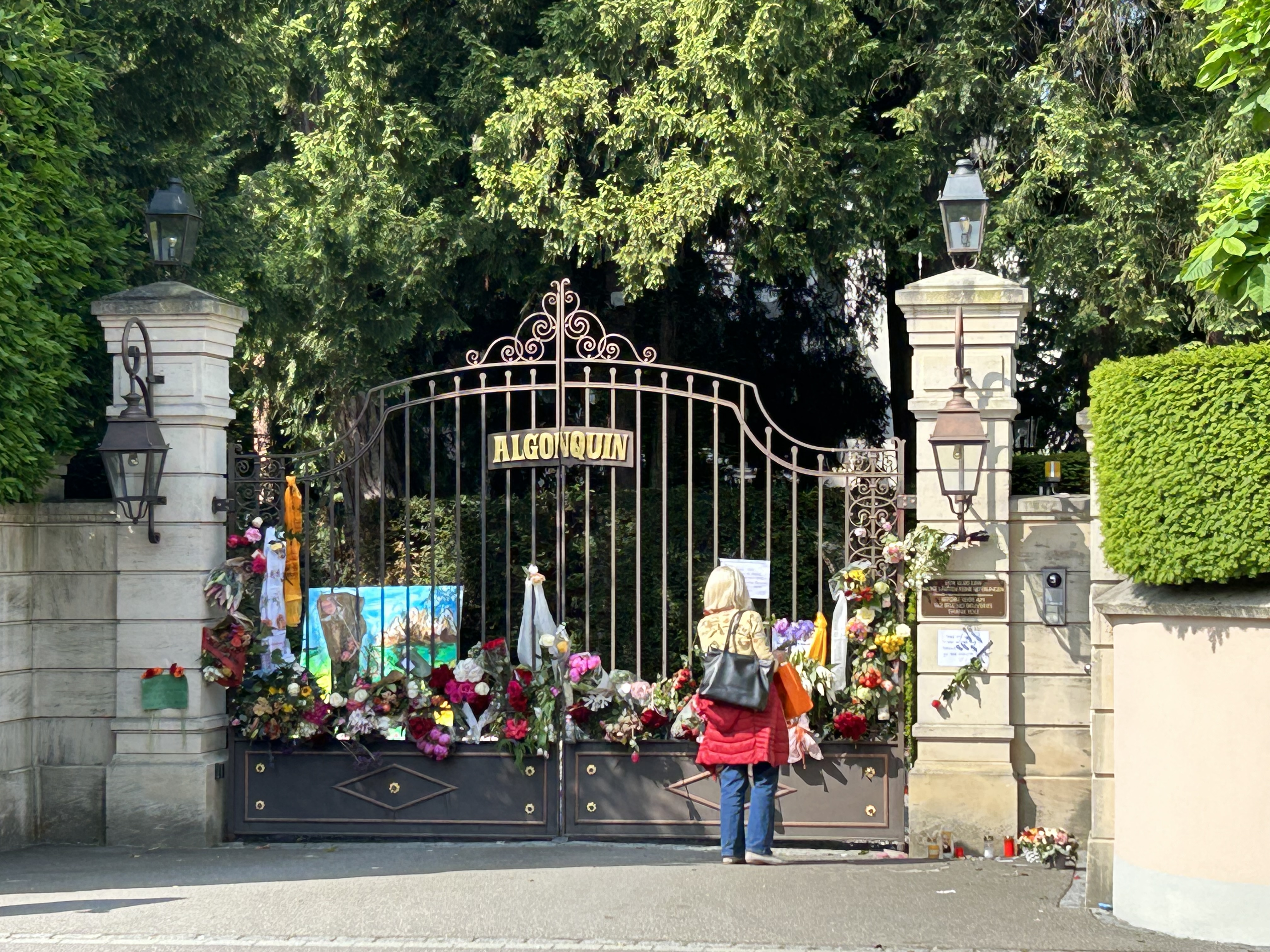
Omaggi degli ammiratori di Tina Turner davanti all’ingresso di Château Algonquin a Küsnacht, il 26 maggio 2023

Tina Turner è morta il 24 maggio 2023 all'età di 83 anni, nella sua casa di Küsnacht, a seguito di complicazioni dovute alle sue molteplici patologie.
In seguito alla sua scomparsa, diverse celebrità dello spettacolo l'hanno commemorata, come Beyoncé, Mick Jagger, Cher, Mariah Carey, Diana Ross, Madonna, Dolly Parton, Elton John, Oprah Winfrey, Angela Bassett e Priscilla Presley. 
Come da lei espressamente richiesto, il funerale si è svolto in forma strettamente privata e il suo corpo è stato successivamente cremato.
L'eredità ecomomica di Tina Turner si stima ammontare a circa duecentocinquanta milioni di dollari, comprendendo anche le dimore di Küsnacht, Marienburg e Londra; un patrimonio milionario accumulato in quarant'anni di carriera e oltre duecento milioni di dischi venduti in tutto il mondo. 
A ereditare questo ingente patrimonio è stato il marito Erwin Bach che ha sposato nel 2013 e i due figli Ike Junior Turner e Michael Turner, che la cantante adottò con l'ex marito Ike Turner e che lui ebbe da due precedenti matrimoni.

## Discografia

### Pubblicazioni postume
Nel 2023 è stata pubblicata la prima raccolta postuma della cantante, Queen of Rock 'n' Roll, un cofanetto contenente 55 singoli dal 1975 al 2020 in ordine cronologico, pubblicato fisicamente in 5 LP e 3 CD. La raccolta contiene duetti con Bryan Adams, Eric Clapton, Rod Stewart, Barry White, Elisa ed Eros Ramazzotti. Le versioni fisiche contengono una prefazione del cantautore Bryan Adams.
Sono stati inoltre resi disponibili per il digitale e lo streaming i primi quattro album della cantante, fuori catalogo da molto tempo: Tina Turns the Country On! (1974), Acid Queen (1975), Rough (1978) e Love Explosion (1979).

### Discografia completa

#### Album in studio
- 1974 – Tina Turns the Country On!
- 1975 – Acid Queen
- 1978 – Rough
- 1979 – Love Explosion
- 1984 – Private Dancer
- 1986 – Break Every Rule
- 1989 – Foreign Affair
- 1993 – What's Love Got to Do with It
- 1996 – Wildest Dreams
- 1999 – Twenty Four Seven

#### Album dal vivo
- 1988 – Tina Live in Europe
- 2009 – Tina Live

#### Raccolte
- 1991 – Simply the Best
- 1994 – The Collected Recordings - Sixties to Nineties
- 2004 – All the Best
- 2008 – Tina!
- 2009 – The Platinum Collection
- 2014 – Love Songs
- 2023 – Queen of Rock 'n' Roll

## Tournée
- 1977 – Australian Tour
- 1978-1979 – The Wild Lady of Rock Tour
- 1982 – Nice 'n' Rough Tour
- 1984 – 1984 World Tour
- 1985 – Private Dancer Tour
- 1987-1988 – Break Every Rule World Tour
- 1990 – Foreign Affair: The Farewell Tour
- 1993 – What's Love? Tour
- 1996-1997 – Wildest Dreams Tour
- 2000 – Twenty Four Seven Tour
- 2008-2009 – Tina!: 50th Anniversary Tour

## Filmografia

### Attrice

#### Cinema
- Taking Off, regia di Miloš Forman, 1971 (cameo)
- Tommy, regia di Ken Russell (1975)
- Sgt. Pepper's Lonely Hearts Club Band, regia di Michael Schultz, 1978 (cameo)
- Mad Max oltre la sfera del tuono, regia di George Miller (1985)
- Tina - What's Love Got to Do with It, regia di Brian Gibson, 1993 (cameo)
- Last Action Hero - L'ultimo grande eroe, regia di John McTiernan (1993)

#### Televisione
- Good Vibrations from Central Park, regia di John Moffitt (1971) - Special televisivo
- Ann-Margret Olsson, regia di Dwight Hemion (1975) - Special televisivo
- Poiret est à vous, regia di André Flédérick (1975) - Special televisivo
- Rowan e Martin - serie TV, episodio 1.6 (1978)
- Luna Park ospite fisso (Rai 1, 1979)
- Chuck Berry: Live at the Roxy with Tina Turner, regia di Scott Sternberg (1982) - Special televisivo
- Ally McBeal - serie TV, episodio 3x14 (2000)
- Ein Herz für Kinder - serie TV (2011)

#### Documentari
- The Big T.N.T. Show, regia di Larry Peerce (1966)
- It's Your Thing, regia di Mike Gargiulo (1970)
- Gimme Shelter, regia di Albert e David Maysles (1970)
- Soul to Soul, regia di Denis Sanders (1971)
- All This and World War II, regia di Susan Winslow (1976)
- Tina Turner: Girl From Nutbush, regia di Chris Cowey (1993)
- Ike & Tina on the Road: 1971–72, regia di Nadya & Bob Gruen (2012)

## Doppiatrici italiane
- Vittoria Febbi in Mad Max - Oltre la sfera del tuono

## Riconoscimenti

### Grammy Awards
- 1971 – Best R&B Performance by a Duo or Group with Vocal ("Proud Mary")-condiviso con il marito Ike Turner
- 1984 – Record dell'Anno ("What's Love Got To Do With It")
- 1984 – Best Female Pop Vocal Performance ("What's Love Got To Do With It")
- 1984 – Best Female Rock Vocal Performance ("Better Be Good To Me")
- 1985 – Best Female Rock Vocal Performance ("One Of The Living")
- 1985 – Best Rock Performance by a Duo or Group with Vocal ("It's Only Love") – condiviso con Bryan Adams
- 1986 – Best Female Rock Vocal Performance ("Back Where You Started")
- 1988 – Best Female Rock Vocal Performance ("Tina Live in Europe")
- 2008 – Album dell'anno ("River: The Joni Letters (Herbie Hancock Album)")
- 2008 – Best Contemporary Jazz Album ("River: The Joni Letters (Herbie Hancock Album)")

### American Music Awards
- 1985 – Favorite Soul/R&B Female Artist
- 1985 – Favorite Soul/R&B Female Video Artist
- 1986 – Favorite Pop/Rock Female Artist

### Billboard Music Awards
- 1984 – Comeback of the Year
- 1984 – Artista dell'anno
- 1984 – Female Vocalist of the Year
- 1984 – Soul/R&B Artist of the Year
- 1984 – Album dell'anno
- 1984 – Canzone dell'anno
- 1986 – Cantante dell'anno

### NAACP Image Awards
- 1986 – Outstanding Female Actress

### MTV Video Music Awards
- 1985 – Best Female Video of the Year ("What's Love Got to Do With It")
- 1986 – Best Stage Performance Video ("It's Only Love" with Bryan Adams)

### World Music Awards
- 1991 – Outstanding Contribution to Music
- 1995 – The Legend Award

### Altri riconoscimenti
- 1986 – Hollywood Walk of Fame
- 1991 – Rock & Roll Hall of Fame (come Ike and Tina Turner)[74]
- 1999 – MOBO Awards Lifetime Achievement Award
- St. Louis Walk of Fame
- nº17 nella rivista Rolling Stone, sezione Migliori cantanti[75]
- 2021 – Rock & Roll Hall of Fame (come solista)